# Pierre van Remoortere de Naeyer
Pierre Jean van Remoortere de Naeyer (Sint-Niklaas, 13 februari 1779 - Moerbeke-Waas, 19 november 1866) was een Belgisch industrieel en politicus voor de Liberale Partij.

## Levensloop
Van Remoortere was een zoon van Augustin Van Remoortere, luitenant-grootbaljuw van het Land van Waes, en van Jeanne Janssens. Hij trouwde met Jeanne D'Haens (1779-1830), vervolgens met Caroline Wallaert (1778-1836) en in een derde huwelijk met Victoire de Naeyer (1790-1875). Hij had twee dochters en een zoon uit het eerste huwelijk. Deze zoon stierf ongehuwd nog voor zijn vader. Pierre-Jean liet zich meestal Van Remoortere de Naeyer noemen, van beroep was hij textielindustrieel.
Op politiek vlak werd hij maire en vervolgens burgemeester van Elversele (1809-1830). Vanaf 1817 zetelde hij ook in de gemeenteraad van Sint-Niklaas en was er schepen (1818-1826 en 1829-1830) en burgemeester (1830-1831). In de provincie Oost-Vlaanderen was hij lid van de Provinciale Staten (1815-1830) en provincieraadslid (1847-1848). In 1848 werd hij liberaal senator voor het arrondissement Gent en vervulde dit mandaat tot in 1851. In 1852 werd hij volksvertegenwoordiger voor hetzelfde arrondissement en bleef dit tot in 1856.
In 1863 werd hij opgenomen in de erfelijke Belgische adel met de persoonlijke titel van baron. Hij was de grootvader van volksvertegenwoordiger August de Maere. De familie is in 1883 uitgestorven.